# 康熙
康熙（穆麟德轉寫：elhe taifin；1662年—1722年）为清朝入關後第二位皇帝－清圣祖玄烨的年号，前后共61年。康熙六十一年十一月二十日清世宗即位沿用，次年改元雍正。

## 藝術
康熙帝時期（1662年至1722年在位）發展出來的綠地五彩瓷。其特色是瓷器細緻，最著名的是一系列極白而薄的半透明盤。圖案包括樹枝上的鳥兒、仕女等，瓷器邊緣飾以紅色花紋，並有框起的款識文字。

## 改元
- 順治十八年——正月六日，清世祖福臨去世，清聖祖玄燁即位，有詔明年改元康熙。[3]
- 康熙六十一年——十一月十三日，清聖祖去世。十一月二十日，清世宗胤禛即位，有詔明年改元雍正。[4]

## 公元纪年对照表
| 康熙 | 元年     | 二年     | 三年     | 四年     | 五年     | 六年     | 七年     | 八年     | 九年     | 十年   |
| ---- | -------- | -------- | -------- | -------- | -------- | -------- | -------- | -------- | -------- | ------ |
| 公元 | 1662年   | 1663年   | 1664年   | 1665年   | 1666年   | 1667年   | 1668年   | 1669年   | 1670年   | 1671年 |
| 干支 | 壬寅     | 癸卯     | 甲辰     | 乙巳     | 丙午     | 丁未     | 戊申     | 己酉     | 庚戌     | 辛亥   |
| 康熙 | 十一年   | 十二年   | 十三年   | 十四年   | 十五年   | 十六年   | 十七年   | 十八年   | 十九年   | 二十年 |
| 公元 | 1672年   | 1673年   | 1674年   | 1675年   | 1676年   | 1677年   | 1678年   | 1679年   | 1680年   | 1681年 |
| 干支 | 壬子     | 癸丑     | 甲寅     | 乙卯     | 丙辰     | 丁巳     | 戊午     | 己未     | 庚申     | 辛酉   |
| 康熙 | 二十一年 | 二十二年 | 二十三年 | 二十四年 | 二十五年 | 二十六年 | 二十七年 | 二十八年 | 二十九年 | 三十年 |
| 公元 | 1682年   | 1683年   | 1684年   | 1685年   | 1686年   | 1687年   | 1688年   | 1689年   | 1690年   | 1691年 |
| 干支 | 壬戌     | 癸亥     | 甲子     | 乙丑     | 丙寅     | 丁卯     | 戊辰     | 己巳     | 庚午     | 辛未   |
| 康熙 | 三十一年 | 三十二年 | 三十三年 | 三十四年 | 三十五年 | 三十六年 | 三十七年 | 三十八年 | 三十九年 | 四十年 |
| 公元 | 1692年   | 1693年   | 1694年   | 1695年   | 1696年   | 1697年   | 1698年   | 1699年   | 1700年   | 1701年 |
| 干支 | 壬申     | 癸酉     | 甲戌     | 乙亥     | 丙子     | 丁丑     | 戊寅     | 己卯     | 庚辰     | 辛巳   |
| 康熙 | 四十一年 | 四十二年 | 四十三年 | 四十四年 | 四十五年 | 四十六年 | 四十七年 | 四十八年 | 四十九年 | 五十年 |
| 公元 | 1702年   | 1703年   | 1704年   | 1705年   | 1706年   | 1707年   | 1708年   | 1709年   | 1710年   | 1711年 |
| 干支 | 壬午     | 癸未     | 甲申     | 乙酉     | 丙戌     | 丁亥     | 戊子     | 己丑     | 庚寅     | 辛卯   |
| 康熙 | 五十一年 | 五十二年 | 五十三年 | 五十四年 | 五十五年 | 五十六年 | 五十七年 | 五十八年 | 五十九年 | 六十年 |
| 公元 | 1712年   | 1713年   | 1714年   | 1715年   | 1716年   | 1717年   | 1718年   | 1719年   | 1720年   | 1721年 |
| 干支 | 壬辰     | 癸巳     | 甲午     | 乙未     | 丙申     | 丁酉     | 戊戌     | 己亥     | 庚子     | 辛丑   |
| 康熙 | 六十一年 |          |          |          |          |          |          |          |          |        |
| 公元 | 1722年   |          |          |          |          |          |          |          |          |        |
| 干支 | 壬寅     |          |          |          |          |          |          |          |          |        |

## 同期存在的其他政权年号
- 中國
  - 南明
    - 永曆（1647年－1683年）：明昭宗永历帝朱由榔、明郑之年号
    - 定武（1646年－1664年）：定武帝朱本铉（朱亶塉）之年号（存疑）

  - 清朝时期
    - 大庆（1665年）：王耀祖之年号
    - 广德（1673年）：杨起隆之年号
    - 元兴（1704年）：李天极之年号
    - 文兴（1707年）：魏枝叶之年号
    - 永兴（1708年）：朱文非之年号
    - 永兴（1708年）：钱宝通之年号
    - 天德（1708年）：张念一之年号
    - 永和（1721年）：朱一贵之年号

  - 吴周
    - 昭武（1678年）：周太祖吴三桂之年号
    - 洪化（1679年－1681年）：吳世璠之年号
- 越南
  - 后黎朝
    - 永壽 （1658年－1662年）：神宗黎维祺之年号
    - 萬慶 （1662年－1663年）：神宗黎维祺之年号
    - 景治 （1663年－1672年）：玄宗黎维䄔之年号
    - 陽德 （1672年－1674年）：嘉宗黎维禬之年号
    - 德元 （1674年－1676年）：嘉宗黎维禬之年号
    - 永治 （1676年－1680年）：熙宗黎维祫之年号
    - 正和 （1680年－1705年）：熙宗黎维祫之年号
    - 永盛 （1705年－1720年）：裕宗黎维禟之年号
    - 保泰 （1720年－1729年）：裕宗黎维禟之年号

  - 莫朝
    - 順德（1628年－1677年）：莫敬完之年号
- 日本
  -     - 宽文（1661年－1673年）：后西天皇、灵元天皇之年号
    - 延宝（1673年－1681年）：靈元天皇之年号
    - 天和（1681年－1684年）：灵元天皇之年号
    - 贞享（1684年－1688年） ：灵元天皇、东山天皇之年號
    - 元禄（1688年－1704年） ：东山天皇之年號
    - 宝永（1704年－1711年） ：东山天皇、中御门天皇之年號
    - 正德（1711年－1716年）：中御門天皇之年號
    - 享保（1716年－1736年）：中御门天皇、樱町天皇之年號

## 延伸閱讀
- 李崇智. . 北京: 中华书局. 2004年12月. ISBN 7101025129.
- 鄧洪波. . 臺北: 國立臺灣大學東亞經典與文化研究計劃. 2005年3月  [2007年3月10日]. ISBN 978-986-00-0518-9. （原始内容 (PDF)存档于2007年8月25日） （中文（臺灣））.